# ستنيسو أرنولد
ستنيسو أرنولد (بالبولندية: Stanisław Arnold)‏ هو مؤرخ بولندي، ولد في 20 ديسمبر 1895 في دابروفا غورنيزا في بولندا، وتوفي في 3 نوفمبر 1973 في وارسو في بولندا.